# Sharon Van Etten
Sharon Katharine Van Etten (Belleville, 26 de fevereiro de 1981), conhecida por seu nome artístico Sharon Van Etten, é uma cantora, compositora e atriz norte-americana. Lançou seis álbuns de estúdio lançados, sendo o último deles We've Been Going About This All Wrong (2022). Como atriz, teve participações na série The OA.

## Vida pessoal
Sharon Van Etten nasceu em Belleville, Nova Jersey, filha do meio de cinco irmãos. Morou com os pais em Nutley, Nova Jersey e posteriormente em Clinton, Nova Jersey durante a pré-adolescência. Ela frequentou a North Hunterdon High School, na qual participou do coral e se apresentou em musicais.
Mais tarde, Sharon mudou-se para Murfreesboro, Tennessee, para frequentar a Middle Tennessee State University, onde estudou gravação, mas desistiu depois de um ano. Neste periodo, acabou trabalhando no Red Rose, um café e loja de discos em Murfreesboro por cerca de cinco anos, onde acabou entrando em um relacionamento abusivo com um músico de rock que a desencorajava a escrever músicas. Depois de cinco anos, ela fugiu no meio da noite levando somente aquilo que podia carregar.
Em 2004, Van Etten voltou para Nova Jersey, onde trabalhou na Perryville Wine and Spirits, depois se mudou para Nova York em 2005. Ela morou no Brooklyn por vários anos, no bairro suburbano de Ditmas Park, onde seus primeiros passos rumo à carreira artística
Van Etten teve seu primeiro filho, um filho, em 2017 com seu parceiro romântico Zeke Hutchins. Hutchins costumava ser seu baterista e depois se tornou seu empresário. Depois de morar em Nova York por 15 anos, ela se mudou com sua família para Los Angeles em setembro de 2019.

## Carreira

### 2006-2009:Because I Was in Love
Van Etten lançada independentemente CDs artesanais até 2009, quando sua gravação de estúdio de estréia foi lançada. Antes de sua estréia no estúdio, ela trabalhou na Astor Wines e como publicitária na Ba Da Bing Records. A estreia de Van Etten se deu com o álbum "Because I Was in Love" lançada em 26 de maio de 2009 na Language of Stone, fabricada e distribuída pela Drag City. "Because I Was in Love" foi produzido por Greg Weeks no estúdio Hexham Head na Filadélfia.

### 2010-2012:epiceTramp
Em 21 de setembro de 2010, Van Etten lançou seu segundo álbum, "epic", pela Ba Da Bing Records. Sem banda definida na época, Van Etten chamou os amigos Jeffrey Kish, Dave Hartley, Jessica Larrabee e Andy LaPlant do She Keeps Bees, Cat Martino, Meg Baird, Jim Callan e Brian Christinzio respectivamente. A primeira música gravada para o álbum foi "Love More", gravada em dezembro de 2009 pelo produtor Brian McTear para a série de documentários Shaking Through da Weathervane Music. O restante do álbum foi produzido por Brian McTear com a engenheira de som Amy Morrissey em maio de 2010 na Miner Street Recordings na Filadélfia. A NPR o descreveu como possuindo "um som mais completo em comparação com os arranjos super-sobressalentes em seus dois primeiros álbuns independentes, mas o epc ainda parece incrivelmente íntimo, com muito espaço para respirar e se desdobrar".
O terceiro álbum de estúdio de Van Etten, Tramp, foi lançado em 7 de fevereiro de 2012, na Jagjaguwar. Tramp foi produzido por Aaron Dessner do The National e gravado em seu estúdio caseiro no Brooklyn. Uma gravação adicional ocorreu na Miner Street Recordings na Filadélfia, onde o álbum também foi mixado com os engenheiros e misturadores Brian McTear e Jonathan Low. O álbum apresenta os músicos Doug Keith, Thomas Bartlett, Bryan Devendorf, Bryce Dessner, Matt Barrick, Rob Moose, Julianna Barwick, Peter Silberman, Logan Coale, Clarice Jensen, Ben Lanz, Zach Condon e Jenn Wasner.

### 2014–2015:Are We There
Maio de 2014 trouxe o lançamento do quarto álbum de estúdio de Van Etten, intitulado Are We There, pela seloJagjaguwar. Van Etten produziu o disco com Stewart Lerman, com a orientação do colega de banda e empresário Zeke Hutchins. A maior parte da gravação foi feita no Hobo Sound Studios em Weehawken, Nova Jersey, com faixas de piano sendo gravadas no Electric Lady Studios em Nova York. O disco conta com os músicos Zeke Hutchins, Doug Keith, Heather Woods Broderick, Dave Hartley, Adam Granducciel, Marisa Anderson, Stuart D. Bogie, Mickey Free, Mary Lattimore, Little Isidor, Jacob Morris, Torres' Mackenzie Scott, Shearwater's Jonathan Meiburg, Lower Dens' Jana Hunter e membro da turnê Efterklang Peter Broderick. O EP "I Don't Want to Let You Down", uma compilação de músicas que não foram incluídas em Are We There, foi lançado em Jagjaguwar em 2015.

### 2019-atualmente:Remind Me TomorroweWe've Been Going About This All Wrong
Em 2 de outubro de 2018, Van Etten lançou uma nova faixa intitulada "Comeback Kid" e anunciou seu próximo álbum Remind Me Tomorrow. O álbum teve seu lançamento em 18 de janeiro de 2019. Em 28 de fevereiro de 2019, a cantora apareceu no The Ellen DeGeneres Show para apresentar o single "Seventeen".
Em 22 de abril de 2020, Sharon Van Etten tocou baixo e cantou harmonia enquanto os três membros sobreviventes do Fountains of Wayne se apresentavam em um evento beneficente televisionado com vários músicos afiliados a Nova Jersey para arrecadar fundos para o alívio da pandemia de COVID-19. Ela preencheu o papel deixado vago pela morte de Adam Schlesinger relacionada ao COVID-19 algumas semanas antes. Ela e os outros três membros da banda tocaram simultaneamente em locais remotos. A banda tocou a música "Hackensack" do álbum Welcome Interstate Managers.
Em 15 de maio de 2020, lançou um cover de "(What's So Funny 'Bout) Peace, Love and Understanding?" com o vocalista do Queens of the Stone Age, Josh Homme. Em outubro de 2020, Van Etten fez uma música intitulada "Let Go" para o documentário Feels Good Man, dirigido por Arthur Jones sobre Matt Furie, o criador de Pepe the Frog. Em 16 de novembro de 2020, lançou dois covers de músicas tradicionais de festas, "Silent Night" e "Blue Christmas". Em 20 de maio de 2021, a cantora lançou um single com Angel Olsen, "Like I Used To", que foi produzido por John Congleton. Olsen e Van Etten aparecem no videoclipe com seus cabelos penteados em cortes de cabelo semelhantes. Em 2021, a artista participou do Newport Folk Festival em julho.
Em 6 de abril de 2022, a cantora anunciou seu álbum We've Been Going About This All Wrong com data de lançamento em 6 de maio.

## Influências e estilo musical
Van Etten cita Ani DiFranco como uma influência chave, dizendo: "Ela foi a primeira musicista que eu já ouvi cujas músicas eram super confessionais. Ela realmente sabia tocar guitarra... Essa foi minha primeira experiência com mulheres não-pop. Ela fez quero começar a tocar mais." Van Etten possui um alcance vocal de contralto que Caleb Caldwell do Slant descreveu como "rouco". NPR descreveu seus vocais como roucos, elegantes e luminosos, enquanto Consequence chamou de "terroso". A música de Van Etten é caracterizada por um uso pesado de harmonias. A Pitchfork descreveu suas canções como tendo "ecos da tradição folclórica". A NPR Music afirma: "Suas músicas são sinceras sem serem excessivamente sérias; sua poesia é franca, mas não aberta e sua voz elegante é envolta em suficiente tristeza para não soar muito pura ou confiante". Com "Comeback Kid" e "Remind Me Tomorrow", Van Etten introduziu sons eletrônicos em sua música. Ela disse: "Eu escuto muito OMD... Eu gosto muito das novas coisas eletrônicas do pós-punk."

## Discografia

### Álbuns de estúdio
- Because I Was in Love (2009)
- Epic (2010)
- Tramp (2012)
- Are We There (2014)
- Remind Me Tomorrow (2019)
- We've Been Going About This All Wrong (2022)
- Sharon Van Etten & the Attachment Theory (2025)